# Seznam paleontologov
Seznam paleontologov.

## A
- Louis Agassiz
- Luis Alvarez
- Roy Chapman Andrews
- Mary Anning

## B
- Robert Bakker
- Roland T. Bird
- José F. Bonaparte
- Michael K. Brett-Surman
- Barnum Brown
- William Buckland

## C
- Kenneth Carpenter
- Karen Chin
- Luis M. Chiappe
- Edwin Harris Colbert
- Edward Drinker Cope
- Yves Coppens
- Rodolfo Coria
- Philip J. Currie
- Georges Cuvier

## D
- Charles Darwin
- Dong Zhiming
- Earl Douglass

## F
- Franz Nopcsa von Felsö-Szilvás
- William Parker Foulke

## G
- Peter M. Galton
- Jacques A. Gauthier
- Charles Whitney Gilmore
- Dragutin Gorjanović-Kramberger
- Stephen Jay Gould

## H
- Benjamin Waterhouse Hawkins
- Sue Hendrickson
- Edward B. Hitchcock
- Arthur Holmes
- Thomas R. Holtz mlajši
- Jack R. Horner
- Thomas H. Huxley

## J
- Werner Janensch
- Thomas Jefferson
- James A. Jensen

## K
- James Ian Kirkland
- Jarmila Kukalova-Peck
- Björn Kurtén

## L
- Lawrence Morris Lambe
- Wann Langston mlajši
- Albert-Felix de Lapparent
- Joseph Leidy
- Richard Swann Lull

## M
- Jevgenij Aleksandrovič Malejev
- Gideon A. Mantell
- Othniel Charles Marsh
- Larry D. Martin
- Ruth Mason
- Jack McIntosh
- Hermann von Meyer

## N
- Elizabeth L. Nicholls
- David B. Norman
- Fernando E. Novas

## O
- Henry Fairfield Osborn
- John H. Ostrom
- Richard Owen

## P
- William Arthur Parks

## R
- Ivan Rakovec
- David Raup
- Thomas H. Rich
- Dale Alan Russell

## S
- Harry Govier Seeley
- Jack Sepkoski
- Paul C. Sereno
- George Gaylord Simpson
- William Smith
- Steven Stanley
- Charles H. Sternberg
- Charles M. Sternberg
- George Sternberg
- Ernst Stromer von Reichenbach
- Hans-Dieter Sues

## V
- Geerat Vermeij
- Patricia Vickers-Rich
- Friedrich von Hüne
- Leonardo da Vinci

## W
- Charles Walcott
- Alfred Lothar Wegener
- David B. Weishampel
- Alexander Wetmore
- Samuel Wendell Williston
- William Winkley

## Y
- Young Chung Chien

## Z
- Zhao Xijin